# Euplexia rhoda
Euplexia rhoda är en fjärilsart som beskrevs av George Francis Hampson 1908. Euplexia rhoda ingår i släktet Euplexia och familjen nattflyn. Inga underarter finns listade i Catalogue of Life.